# Канюк сизий
Каню́к сизий (Cryptoleucopteryx plumbea) — вид яструбоподібних птахів родини яструбових (Accipitridae). Мешкає в Центральній і Південній Америці. Це єдиний представник монотипового роду Сизий канюк (Cryptoleucopteryx). Традиційно сизого канюка відносили до роду Неотропічний канюк (Leucopternis), однак, за результатами низки молекулярно-філогенетичних досліджень, які показали поліфілітичність цього роду, його було переведено до новоствореного роду Cryptoleucopteryx.

## Опис

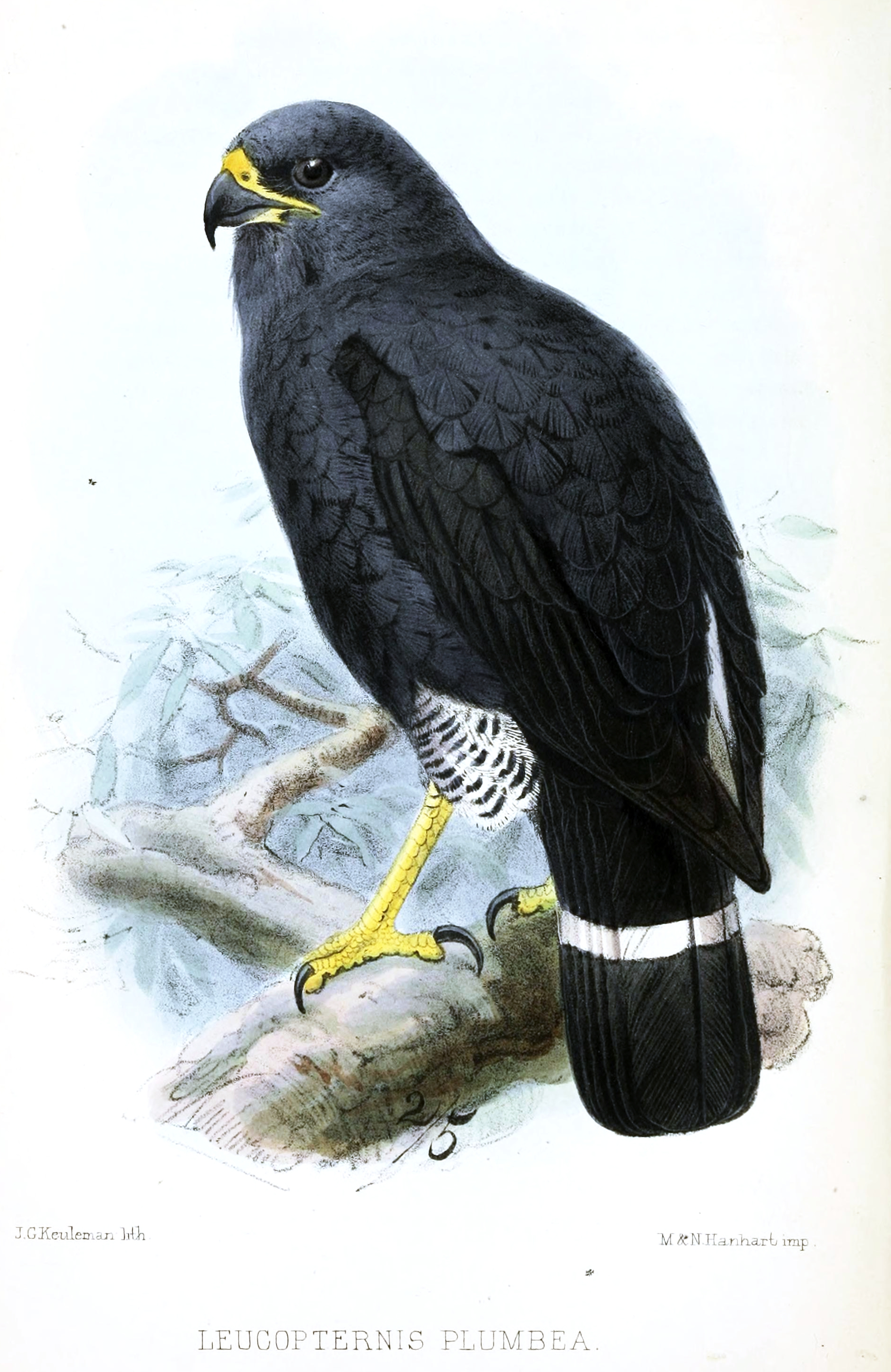
Сизий канюк

Довжина птаха становить 35-38 см. Самиці є дещо більшими за самців. Забарвлення переважно темно-сіре, крила чорні, на хвоста одна чорна або чорно-біла смуга, нижня сторона крил біла. Стегна поцятковані тонкими білими смужками. Райдужки оранжево-карі, восковиця і лапи жовто-оранжеві.

## Поширення і екологія
Сизі канюки мешкають на сході Панами, на заході Колумбії та на крайньому північному заході Еквадору. Вони живуть у вологих рівнинних тропічних лісах, на берегах річок і озер. Зустрічаються поодинці, переважно на висоті від 200 до 800 м над рівнем моря, місцями на висоті до 1400 м над рівнем моря. Живляться рибою, жабками, крабами і зміями, на яких чатують, сидячи на гілці над водою.

## Збереження
МСОП класифікує стан збереження цього виду як близький до загрозливого. За оцінками дослідників, популяція сизих канюків становить від 10 до 20 тисяч птахів. Це рідкісний, малодосліджений вид хижих птахів, якому загрожує знищення природного середовища.